# Liste der portugiesischen Botschafter in den Vereinigten Arabischen Emiraten
Die Liste der portugiesischen Botschafter in den Vereinigten Arabischen Emiraten listet die Botschafter der Republik Portugal in den Vereinigten Arabischen Emiraten auf.
Die beiden Staaten unterhalten seit 1976 diplomatische Beziehungen, der erste portugiesische Botschafter akkreditierte sich 1981 in der emiratischen Hauptstadt Abu Dhabi. Portugal eröffnete 2011 dort eine eigene Botschaft, bis dahin wurde der portugiesische Vertreter in Saudi-Arabien dort doppelakkreditiert.
Die portugiesische Botschaft in Abu Dhabi residiert in der Villa A 42 im Marina Office Park, Stadtteil Dubai Marina.

## Missionschefs
| Name                                       | Bild                         | Amtszeit                     | Anmerkungen                                                                                        |
| Vereinigte Arabische Emirate               | Vereinigte Arabische Emirate | Vereinigte Arabische Emirate | Vereinigte Arabische Emirate                                                                       |
| ------------------------------------------ | ---------------------------- | ---------------------------- | -------------------------------------------------------------------------------------------------- |
| Pedro Paulo Morais Alves Machado           |                              | 1981                         | Botschafter mit Amtssitz Riad, am 29. Dezember 1981 in Abu Dhabi akkreditiert                      |
| José Manuel Waddington de Matos Parreira   |                              | 1989                         | Botschafter mit Amtssitz Riad, am 23. Juni 1989 in Abu Dhabi akkreditiert                          |
| José Henrique Barbosa Ferreira             |                              | 1994                         | Botschafter mit Amtssitz Riad, am 5. Oktober 1994 in Abu Dhabi akkreditiert                        |
| Pedro Manuel Sarmento Vasconcelos e Castro |                              | 1995                         | Botschafter mit Amtssitz Riad, am 24. März 1995 in Abu Dhabi akkreditiert                          |
| Jorge Raúl da Silva Preto                  |                              | 1999                         | Botschafter mit Amtssitz Riad, am 9. Oktober 1999 in Abu Dhabi akkreditiert                        |
| Jaime van Zeller Leitão                    |                              | 2011–9. September 2016       | erster portugiesischer Botschafter mit Amtssitz Abu Dhabi, am 20. September 2011 dort akkreditiert |
| Joaquim Alberto de Sousa Moreira de Lemos  |                              | seit 26. August 2016         | Botschafter mit Amtssitz Abu Dhabi, am 9. Oktober 2016 dort akkreditiert                           |